# Riva del Garda
Riva del Garda (alemão:Reiff am Gartsee) é uma comuna italiana da região do Trentino-Alto Ádige, província de Trento, com cerca de 15.246 habitantes (dado de 2005). Estende-se por uma área de 42 km², tendo uma densidade populacional de 351 hab/km². Faz divisa com Arco, Concei, Tenno, Pieve di Ledro, Molina di Ledro, Nago-Torbole, Limone sul Garda (BS) e Malcesine (VR).
Com o clima mais equilibrado de toda a região do Trentino e debruçando-se às margens setentrionais do lago de Garda, Riva tem, compreensivelmente, no turismo uma de suas maiores fontes de recursos.

## História
Até o ano de 1918, a cidade foi parte da Áustria.

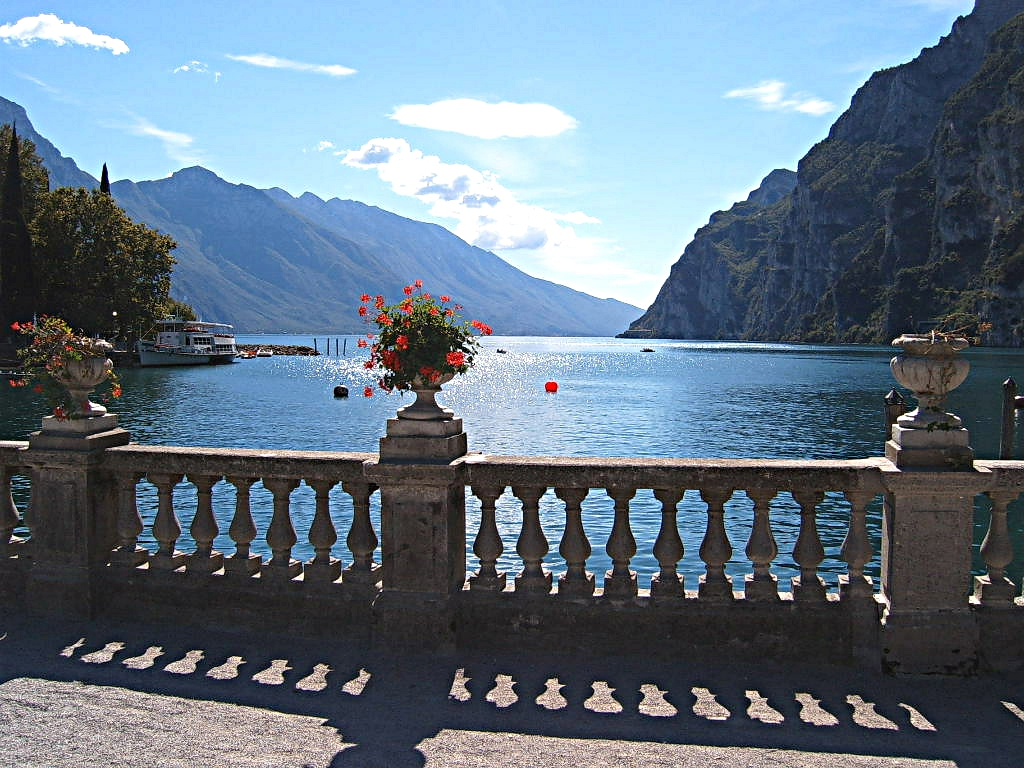
Riva del Garda